# Secret Love
«Secret Love» es una canción del año 1953 con música del compositor estadounidense Sammy Fain y letra de Paul Francis Webster para la película Calamity Jane, ganadora del premio Óscar a la mejor canción original de dicho año. En la película la canción está cantada por la actriz Doris Day.
La canción fue adoptada por la comunidad LGBTQ+ estadounidense como un himno para expresar la alegría de la liberación gay. Durante una entrevista de 2011 con The Advocate, Day fue preguntada sobre este aspecto y cómo se sentía, respondió: "No estaba al tanto de eso, pero es maravilloso".

## Versiones
La canción por Doris Day llegó al número 1 de la popular lista Billboard; Slim Whitman y Freddy Fender la cantaron en versión country llegando a los primeros puestos de la lista Hot Country Songs; y Billy Stewart la situó igualmente como un gran éxito en la lista Hot R&B/Hip-Hop Songs.
La canción también fue grabada y arreglada para acordeón por John Serry Sr. en la década de 1950 (Dot Records #DLP-3024 - Squeeze Play en 1956 y Versailles Records #90 M 178 - Chicago Musette - John Serry et son Accordéon en 1958).